# 더원트강 (더비셔주)

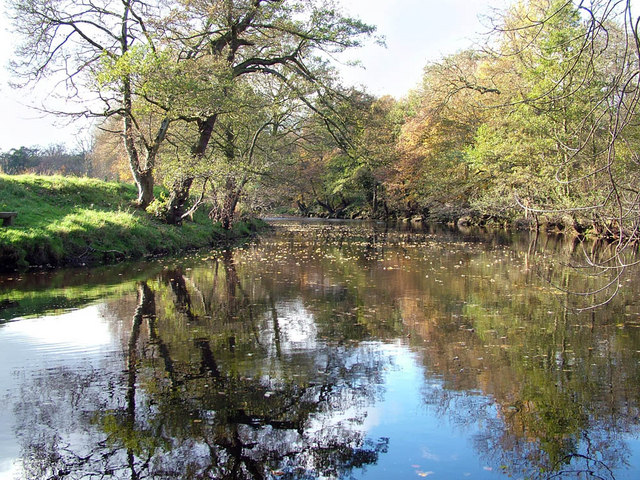
더원트강

더원트강(River Derwent)은 잉글랜드 더비셔주를 흐르는 강이다.